# راي إيدن
راي إيدن (بالإنجليزية: Ray Eden)‏ هو دراج بريطاني، ولد في 1968، وتوفي في 21 مارس 2011.